# Aeroporto de Nanuque
O Aeroporto de Nanuque - Jorge Schieber, (IATA: NNU, ICAO: SNNU) é um aeroporto do estado de Minas Gerais, pertencente à cidade de Nanuque, na mesorregião do Vale do Mucuri. Com pista de 1200 metros de comprimento e 30 metros de largura, ele é o maior aeroporto do nordeste mineiro, sendo considerado o mais importante em sua região, atendendo a mesorregião do Vale do Mucuri, em Minas Gerais, e parcialmente aos municípios vizinhos dos estados do Espírito Santo e Bahia. 

## História
O Aeroporto Jorge Schieber já possuiu linhas regulares de Belo Horizonte com destino a Salvador fazendo escala em Nanuque, pelas empresas aéreas Varig e Transbrasil, mas foram encerradas. O então senador da época Itamar Franco tentou interceder pelo mantimento de tais linhas, mas o encerramento dos trabalhos foi inevitável.
Em fevereiro de 2018 volta-se a operar a linha Nanuque-Belo Horizonte, através do Governo de Minas Gerais e CODEMIG com o projeto Voe Minas Gerais. 